# Pentastiridius liocara
Pentastiridius liocara är en insektsart som beskrevs av Alexander Fyodorovich Emeljanov 1978. Pentastiridius liocara ingår i släktet Pentastiridius och familjen kilstritar. Inga underarter finns listade i Catalogue of Life.